# أنطون كروزار
انطون كروزار (بالألمانية: Anton Kreuzer)‏ (و. 1895  م) هو لاعب كرة قدم نمساوي، ولد في فيينا، مركز لعبه هو لاعب وسط.